# 마산중앙초등학교
마산중앙초등학교는 대한민국 경상남도 창원시 마산회원구 구암동에 있는 공립 초등학교이다.

## 학교 연혁
- 1967년 11월 27일 중앙국민학교 설립(창원시 소계동)
- 2003년 9월 1일 현 위치로 이전 개교
- 2011년 3월 1일 마산중앙초등학교로 교명 변경
- 2021. 03. 01	제23대 양정숙 교장 부임
- 2022. 02. 10	 제54회 졸업(총 8,324명 졸업)

## 참고 자료
- 마산중앙초등학교 - 한국교육학술정보원 학교알리미